# Limenitis celerio
Limenitis celerio är en fjärilsart som beskrevs av Bates 1864. Limenitis celerio ingår i släktet Limenitis och familjen praktfjärilar. Inga underarter finns listade i Catalogue of Life.